# 宋埠站
宋埠站位于湖北省黄冈市麻城市宋埠镇，建于1996年。现为四等站。车站客运已于2006年4月1日停办，货运办理整车货物发到。